# Annika de Buhr
Annika de Buhr (* 1. April 1972 in Hannover) ist eine deutsche Journalistin, Moderatorin und Nachrichtensprecherin. Sie gehört zum festen Fernsehmoderatorenteam bei N-tv.

## Beruflicher Werdegang
Nach dem Besuch der Albert-Schweitzer-Schule in Nienburg/Weser wurde de Buhr von 1994 bis 1998 freie Mitarbeiterin bei Zeitungen wie Die Harke und Hörfunk in Niedersachsen. Parallel startete sie 1996 ihr Volontariat bei der Tageszeitung Neue Presse in Hannover und wurde dort Redakteurin. 2001 wechselte sie in Fernsehen und wurde TV-Moderatorin und Talkformat-Host bei Spiegel TV, XXP, Vox. Während dieser Zeit schloss sie 2003 ihr Studium der Politik und der Deutschen Literatur an der Gottfried Wilhelm Leibniz Universität Hannover ab. Nach vier Jahren wechselte de Buhr in den öffentlich-rechtlichen Rundfunk und wurde 2005 Moderatorin der ZDF-Sendungen heute, heute nacht und Heute – in Deutschland. 2009 erfolgte der Wechsel zum Norddeutschen Rundfunk und sie wurde Moderatorin der TV-Sendung Hallo Niedersachsen. Parallel dazu war de Buhr von 2006 bis 2011 Moderatorin der Sendung in vivo – Das Magazin der Deutschen Krebshilfe, die auf dem Pay-TV-Sender Focus Gesundheit ausgestrahlt wurde. Von 2013 bis 2014 war sie Moderatorin des Wissenschaftsmagazins „Geomar.tv“ des Helmholtz-Zentrums für Ozeanforschung Kiel.
Danach übernahm sie von 2014 bis 2015 die Projektleitung PR und Bühnen-Events für Prof. Dr. Dietrich Grönemeyer, Verlagsgruppe Oetinger in Hamburg. Von 2015 bis 2016 war de Buhr Sprecherin diverser Hörbuchproduktionen und übernahm die Moderatorin der Außenproduktionen für die NDR-Sendung Mein Nachmittag.
2016 war sie Moderatorin des „Doku-Magazins“ bei Kabel Eins Doku. Ebenfalls 2016 wurde de Buhr Nachrichtenmoderatorin im NDR-Format Nordmagazin, das sie bis 2022 moderierte. Parallel dazu war sie von 2017 bis 2020 Moderatorin bei „gesund tv“ bei Health tv und von 2019 bis 2020 Radio-Moderatorin bei NDR 1 Niedersachsen.
2021 und 2022 absolvierte de Buhr eine Stimm- und Sprechausbildung bei der Sprechwissenschaftlerin Silke Christmann. Zudem ist de Buhr seit 2021 Moderatorin der Nachrichten, der Telebörse und des Trendbarometers bei ntv und RTL.

## Auszeichnungen
- 2005: Goldener Prometheus, nominiert als „Newcomerin des Jahres“ für die Moderation des Nachrichtenmagazins „heute nacht“ im ZDF.
- 2023: Deutscher Fernsehpreis, mit dem Moderatoren-Team von ntv nominiert in der Kategorie „Beste Information“ für die Berichterstattung zum Aufstand der Gruppe Wagner in Russland.

## Privates
Annika de Buhr ist das älteste von vier Kindern. Sie hat einen Sohn, der bei ihr aufwächst. Von dem Verleger Jan Weitendorf, dem Vater des Kindes, lebt sie seit 2014 getrennt.